# اس‌اس اینکسی (۱۹۰۲)
اس‌اس اینکسی (۱۹۰۲) (به انگلیسی: SS Inkosi (1902)) یک زیردریایی بود که طول آن ۳۵۰ فوت (۱۱۰ متر) بود. این زیردریایی در سال ۱۹۰۲ ساخته شد.